# 聖剣少女伝説 引退間際のおっさん冒険者、聖剣を抜いて英雄になる
『聖剣少女伝説 引退間際のおっさん冒険者、聖剣を抜いて英雄になる』（せいけんしょうじょでんせつ いんたいまぎわのおっさんぼうけんしゃ、せいけんをぬいてえいゆうになる）は、東国不動による日本のオンライン小説。「小説家になろう」（ヒナプロジェクト）にて、2017年12月11日より連載。
メディアミックスとして、あしもと☆よいかによるコミカライズが『WEBコミックガンマぷらす』（竹書房）にて、2022年3月11日から2024年7月9日まで連載された。コミカライズ化にあたり、小説のタイトルが「娘達をS級に育てたから引退するおっさん、伝説の聖剣を抜いてしまう」から変更されている。

## 登場人物
レイ
本作の主人公。かつて「剣鬼」と呼ばれた冒険者。

## 書誌情報
- 東国不動『聖剣少女伝説 引退間際のおっさん冒険者、聖剣を抜いて英雄になる』竹書房 〈バンブーコミックス〉、全3巻
  1. 2022年10月6日発売[4][5]、ISBN 978-4-8019-7876-8
  2. 2023年10月5日発売[6]、ISBN 978-4-8019-8183-6
  3. 2024年7月5日発売[7]、ISBN 978-4-8019-8364-9